# Bagrus meridionalis
 Bagrus meridionalis és una espècie de peix de la família dels bàgrids i de l'ordre dels siluriformes.

## Morfologia
Els mascles poden assolir els 150 cm de longitud total

## Distribució geogràfica
Es troba a Àfrica: és una espècie de peix endèmica del llac Malawi.